# Desmoncus
Desmoncus is een geslacht uit de palmenfamilie (Arecaceae). De soorten uit het geslacht komen voor in Centraal-Amerika en Zuid-Amerika, van Mexico in het noorden tot Bolivia in het zuiden. Twee soorten komen voor in het zuidoostelijke deel van het Caribisch gebied, op het eiland Trinidad en op de Bovenwindse eilanden. 

## Soorten
- Desmoncus chinantlensis Liebm. ex Mart.
- Desmoncus cirrhifer A.H.Gentry & Zardini
- Desmoncus costaricensis (Kuntze) Burret
- Desmoncus giganteus A.J.Hend.
- Desmoncus horridus Splitg. ex Mart.
- Desmoncus interjectus A.J.Hend.
- Desmoncus kunarius de Nevers ex A.J.Hend.
- Desmoncus latisectus Burret
- Desmoncus leptoclonos Drude
- Desmoncus loretanus A.J.Hend.
- Desmoncus madrensis A.J.Hend.
- Desmoncus mitis Mart.
- Desmoncus moorei A.J.Hend.
- Desmoncus myriacanthos Dugand.
- Desmoncus obovoideus A.J.Hend.
- Desmoncus orthacanthos Mart.
- Desmoncus osensis A.J.Hend.
- Desmoncus parvulus L.H.Bailey
- Desmoncus polyacanthos Mart.
- Desmoncus prunifer Poepp. ex Mart.
- Desmoncus pumilus Trail.
- Desmoncus setosus Mart.
- Desmoncus stans Grayum & Nevers
- Desmoncus vacivus L.H.Bailey

... · 
Acanthophoenix · 
Acoelorrhaphe · 
Acrocomia · 
Actinokentia · 
Actinorhytis · 
Adonidia · 
Aiphanes · 
Allagoptera · 
Alloschmidia · 
Ammandra · 
Aphandra · 
Archontophoenix · 
Areca · 
Arenga · 
Asterogyne · 
Astrocaryum · 
Attalea · 
Balaka · 
Bactris · 
Barcella · 
Basselinia · 
Beccariophoenix · 
Bentinckia · 
Bismarckia · 
Borassodendron · 
Borassus · 
Brahea · 
Brassiophoenix · 
Brongniartikentia · 
Burretiokentia · 
Butia · 
Calamus · 
Calospatha · 
Calyptrocalyx · 
Calyptrogyne · 
Calyptronoma · 
Campecarpus · 
Carpentaria · 
Carpoxylon · 
Caryota · 
Ceratolobus · 
Ceroxylon · 
Chamaedorea · 
Chamaerops · 
Chambeyronia · 
Chelyocarpus · 
Chuniophoenix · 
Clinosperma · 
Clinostigma · 
Coccothrinax · 
Cocos · 
Colpothrinax · 
Copernicia · 
Corypha · 
Cryosophila · 
Cyphokentia · 
Cyphophoenix · 
Cyphosperma · 
Cyrtostachys · 
Daemonorops · 
Deckenia · 
Desmoncus · 
Dictyocaryum · 
Dictyosperma · 
Dransfieldia · 
Drymophloeus · 
Dypsis · 
Elaeis · 
Eleiodoxa · 
Eremospatha · 
Eugeissona · 
Euterpe · 
Euterpe · 
Gaussia · 
Guihaia · 
Hedyscepe · 
Hemithrinax · 
Heterospathe · 
Howea · 
Hydriastele · 
Hyophorbe · 
Hyospathe · 
Hyphaene · 
Iguanura · 
Iriartella · 
Itaya · 
Johannesteijsmannia · 
Juania · 
Jubaea · 
Jubaeopsis · 
Kentiopsis · 
Livistona · 
Lodoicea · 
Mauritia · 
Medemia · 
Metroxylon · 
Nannorrhops · 
Nypa · 
Phoenix · 
Raphia · 
Ravenea · 
Rhapis · 
Rhopalostylis · 
Roystonea · 
Sabal · 
Salacca · 
Serenoa · 
Syagrus · 
Tahina · 
Trachycarpus · 
Trithrinax · 
Washingtonia · 
Wodyetia · 
...